# Stephan Lichtsteiner
Stephan Lichtsteiner (Adligenswil, 16. siječnja 1984.), je bivši švicarski nogometaš i švicarski reprezentativac. Švicarski nogometni izbornik objavio je u svibnju 2016. godine popis za nastup na Europskom prvenstvu u Francuskoj, na kojem se nalazi Lichtsteiner.

## Klupska karijera

### Ranija karijera
Lichtsteiner je svoju karijeru započeo u Grasshoperu u sezoni 2001./02. kada je debitirao za taj klub u prvoj švicarskoj nogometnoj ligi, a te je sezone sakupio samo jedan ligaški nastup. Sljedeće sezone postao je redoviti član početnog sastava te je uvelike pomogao klubu da osvoji titulu prvaka.

### Lille
Tijekom sezone 2004./05. Lichtsteiner je prešao u francuski Lille te je odmah prve sezone postao stalni član francuske momčadi, a s Lilleom je te sezoe izborio treće mjesto i kvalifikacije za Ligu prvaka. Zadnja sezona u Francuskoj bila je razočaravajuća za Stephana čiji je klub izgubio mjesto u europskim natjecanjima za samo jedan bod. No te je sezone Stephan zabio 4 pogotka, što je najviše u jednoj sezoni u njegovoj dosadašnjoj karijeri.

### Lazio
Nakon dobrih igara na Euru 2008. godine Lichtsteiner je zapeo za oko nekoliko europskih klubova, a u srpnju iste godine prihvatio je ponudu Lazia i potpisao četverogodišnji ugovor s Rimskim klubom.
Svoj prvi pogodak za Lazio postigao je u gradskom derbiju protiv Rome u kojemu je Lazio slavio rezultatom 4:2 uz veliki broj kartona. U svojoj prvoj sezoni za Lazio odličan je bio u napadačkim probojima s desne strane, dok je Srbin, Aleksandar Kolarov isto to činio na lijevoj strani. Lazio je završio tek 10. na tablici Serie A, no osvojili su talijanski kup. Nakon što je Kolarov napustio klub i Lichtsteinerova je sudbina nije više bila tako sigurna jer veliki je broj europskih klubova bio zainteresiran za njegov odlazak iz Rima, unatoč tome što je Lazio izborio igranje u Europskoj ligi.

### Juventus
Dana 27. lipnja 2011. godine Juventus je potvrdio dolazak Lichtsteinera u Torino, a Lazio je zauzvrat dobio 10 milijuna eura. Prelazak Lichtsteinera iz Lazia u Juventus službeno je potvrđen 1. srpnja 2011. godine.
Stephan je za Juventus debitirao 11. rujna 2011. godine protiv Parme. Bila je to prva službena utakmica za Juventus te sezone, prva službena utakmica za Juventus na novom stadionu koji je otvoren samo nekoliko dana ranije, a Stephan je zabio za 1:0 čime se upisao u Juventusovu povijest kao prvi igrač koji je zabio pogodak na novom stadionu. Utakmica je završila rezultatom 4:1 za Juventus, a to je bila samo naznaka onoga što će Juventus prikazati te sezone.
Asistent pri Lichtsteinerovom pogotku protiv Parme bio je Andrea Pirlo, a na sličan je način zabio Stephan i svoj drugi pogodak za Juventus kada mu je 21. siječnja 2012. godine u Bergamu protiv Atalante Pirlo asistirao za vodeći pogodak protiv domaćina Atalante.
Juventus u novoj sezoni ponovno prvu ligašku utakmicu igra protiv Parme na domaćem terenu, a kao i godinu dana ranije strijelac vodećeg pogotka bio je upravo Lichtsteiner. Utakmica je završila rezultatom 2:0 za Juventus.

## Trofeji
Grasshopper
- Švicarska Super liga: 1

2003.
Lazio
- Talijanski kup: 1

2009.
- Talijanski Superkup: 1

2009.
Juventus
- Serie A: 2

2012., 2013.
- Talijanski Superkup: 2

2012., 2013.

## Vanjske poveznice
- Profil na Transfermarktu
- Profil na Soccerwayu